# Jelizaveta Bagrjantseva
Jelizaveta Petrovna Bagrjantseva (ryska: Елизавета Петровна Багрянцева), född 27 augusti 1929, död 24 januari 1996, var en sovjetisk friidrottare.
Bagrjantseva blev olympisk silvermedaljör i diskuskastning vid sommarspelen 1952 i Helsingfors.